# Teofil Kopczyński
Teofil Kopczyński (ur. 4 stycznia 1872 w Okoninie, zm. 4 kwietnia 1938 roku w Gdańsku), działacz Polonii w Wolnym Mieście Gdańsku, z zawodu aptekarz.
Był właścicielem apteki "Pod Gdańskim Herbem" przy ulicy Szerokiej 97. Udzielał się w gdańskich organizacjach gospodarczych, po 1934 roku objął prezesurę Polskiego Związku Gospodarczego w Gdańsku.
Należał do zarządu Gdańskiej Macierzy Szkolnej.
W domu Kopczyńskiego odbywały się spotkania Polonii Wolnego Miasta Gdańska.